# Gort (Irlanda)
Gort (in irlandese Gort Inse Guaire o An Gort) è una cittadina nella zona meridionale della contea di Galway, nell'Irlanda occidentale. An Gort è il nome ufficiale in irlandese anche se nel poco parlato viene spesso indicata come Gort Inse Guaire.

## Descrizione
L'abitato è situato poco più a nord del confine col Clare sulla strada nazionale N18 Galway–Limerick. Gort fa parte del territorio di Ui Fiachrach Aidhne conosciuto anche come Maigh Aidhne ("la piana di Aidhne"), che corrisponde anche grossolanamaente alla diocesi di Kilmacduagh / Cill Mhic Dhuach.
Gort è noto per la presenza di moltissimi brasiliani, nonostante negli ultimi anni ci sia un controesodo la percentuale di brasiliani si aggira intorno al 25%, inoltre la domenica viene celebrata una messa in portoghese.
Sono presenti molti luoghi di interesse a Gort, uno di questi è il noto Coole Park, parco naturale pittoresco dove sono presenti molte specie di animali. Gort è rimasta comunque una tipica cittadina irlandese.